# 5201 Ferraz-Mello
Az 5201 Ferraz-Mello (ideiglenes jelöléssel 1983 XF) egy kisbolygó a Naprendszerben. Edward L. G. Bowell fedezte fel 1983. december 1-jén.